# Nazionale femminile under 20 di calcio della Germania
La Nazionale di calcio femminile della Germania Under-20 è la rappresentativa calcistica femminile internazionale della Germania formata da giocatrici al di sotto dei 20 anni, gestita dalla Federazione calcistica della Germania (Deutscher Fußball-Bund - DFB).
Come membro della Union of European Football Associations (UEFA) partecipa al Campionato mondiale FIFA Under-20; non è previsto un campionato continentale in quanto il torneo è riservato a formazioni Under-19, tuttavia i risultati ottenuti nel campionato europeo di categoria sono utilizzati per accedere al mondiale con una squadra Under-20.
Grazie alle sue tre vittorie, conquistate nelle edizioni di Thailandia 2004, mondiale riservato però a formazioni Under-19, a Germania 2010 e Canada 2014 è, al 2017, al primo posto della classifica mondiale, posizione che condivide con gli Stati Uniti, tra le nazionali che hanno partecipato al torneo. Inoltre, al 2017, è tra le quattro nazionali U-20 ad aver partecipato a tutte le nove edizioni assieme a Brasile, Nigeria e Stati Uniti.

## Palmarès
- Campionato mondiale femminile under 20 di calcio: 3

2004, 2010 e 2014

## Partecipazioni alle competizioni internazionali

### Campionato mondiale Under-20
- 2002: Terzo posto
- 2004: Campione
- 2006: Quarti di finale
- 2008: Terzo posto
- 2010: Campione
- 2012: Secondo posto
- 2014: Campione
- 2016: Quarti di finale
- 2018: Quarti di finale
- 2022: Primo turno
- 2024: Quarti di finale

## Rose
Campionato mondiale femminile under 20 FIFA 20101 Schult, 2 Mirlach, 3 Kemme, 4 Prießen, 5 Gessat, 6 Hegering, 7 Wich, 8 Wagner, 9 Huth, 10 Marozsán, 11 Popp, 12 Schumann, 13 Arnold, 14 Wesely, 15 Kleiner, 16 Bagehorn, 17 Knaak, 18 Bartke, 19 Kulig, 20 Schmidt, 21 Benkarth, CT: Meinert
Campionato mondiale femminile under 20 FIFA 20141 Kämper, 2 Wilde, 3 Rauch, 4 Gidion, 5 Jaser, 6 Magull, 7 Schermuly, 8 Knaak, 9 Bremer, 10 Dallmann, 11 Panfil, 13 Däbritz, 14 Becker, 15 Meister, 16 Wedemeyer, 17 Gaugigl, 18 Petermann, 19 Dieckmann, 20 Gier, 21 Klink, CT: Meinert